# ساوت کیلینگ هولم
ساوت کیلینگ هولم (به انگلیسی: South Killingholme) یک روستا و محله مدنی در بریتانیا است که در South Killingholme واقع شده‌است. ساوت کیلینگ هولم ۱٬۱۰۸ نفر جمعیت دارد.